# سعد ميشيلي
السّعد الميشيلي (باللاتينية: Cyperus michelianus) نوع نباتي يتبع جنس السعد من الفصيلة السعدية.

## الموئل والانتشار
موطنه بلاد الشام ومصر والمغرب العربي وتركيا والقوقاز ومعظم مناطق أوروبا.

## مرادفات للاسم العلمي
- (باللاتينية: Scirpus michelianus L.)
- (باللاتينية: Dichostylis michelianus (L.) Nees)
- (باللاتينية: Cyperus pygmaeus Rottb.)
- (باللاتينية: Dichostylis pygmaeus (Rottb.) Nees)
- (باللاتينية: Cyperus michelianus subsp. pygmaeus (Rottb.) Asch. & Graebn.)
- (باللاتينية: Cyperus michelianus subsp. eu-michelianus Maire & Weiller, des. inval.)